# Franz Seraphim Lederer
Franz Seraphim Lederer (* 5. März 1866 in Pfaffenberg; † 21. Juni 1939 in Regensburg) war katholischer Geistlicher und Mitglied des Deutschen Reichstags.

## Leben
Lederer besuchte die Volksschule in Pfaffenberg, das Gymnasium am Kloster Metten und das Lyzeum in Regensburg. Am 31. Mai 1891 wurde er ordiniert, Kooperator in Saal wurde er am 10. Juni 1891, Pfarrprovisor in Sinzig am 16. Juli 1894, Pfarrprovisor in Speinshart am 5. Januar 1895, Benefizprovisor in Erbendorf am 6. Juli 1895 und Pfarrer in Lupburg am 28. Dezember 1909. Er war Mitbegründer mehrerer Organisationen in der Oberpfalz, Gründer des christlichen Glasarbeiterverbandes und langjähriger Leiter desselben bis zu seiner Umwandlung in den christlichen Keramarbeiterverband Deutschlands. Er wurde ausgezeichnet mit dem  König Ludwig-Kreuz und dem preußischen Verdienstkreuz.
Von 1913 bis 1918 war er Mitglied des Deutschen Reichstags für den Wahlkreis Oberpfalz 3 (Neumarkt, Velburg, Hemau) und die Deutsche Zentrumspartei. Lederer gehörte 1918 zu jenen Abgeordneten, die sich für das Frauenwahlrecht einsetzten, und mit einer die Mehrheit bildenden Parteienkoalition stellte er einen entsprechenden Antrag, der jedoch wegen der ausbrechenden Revolution nicht mehr zur Abstimmung kam.
Ab 1919  war er Mitglied des Bezirkstags und ab 1920 der Bezirksbauernkammer Parsberg. Zudem war Lederer Aufsichtsratsvorsitzender des Wirtschaftlichen Verbands der katholischen Geistlichen Bayerns und Landesausschussmitglied der Diözesanpriestervereine Bayerns.
Zwischen 1920 und 1932 war er Mitglied des Bayerischen Landtags für die Bayerische Volkspartei.